# 新宿サザンテラス

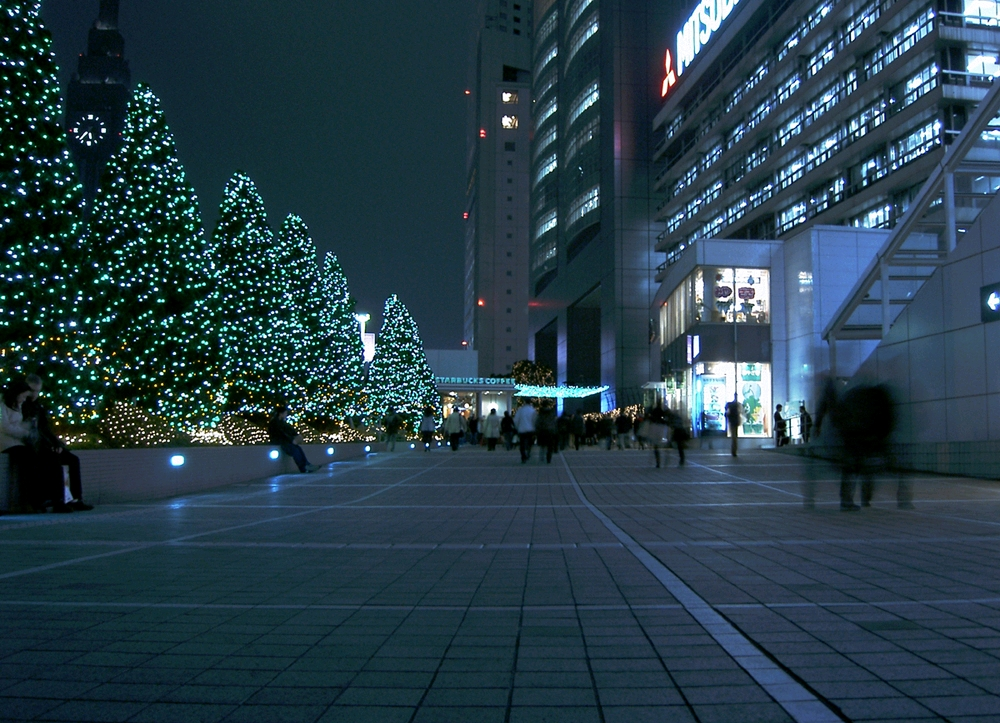
2006年度期間限定イルミネーション（甲州街道側入口から撮影）

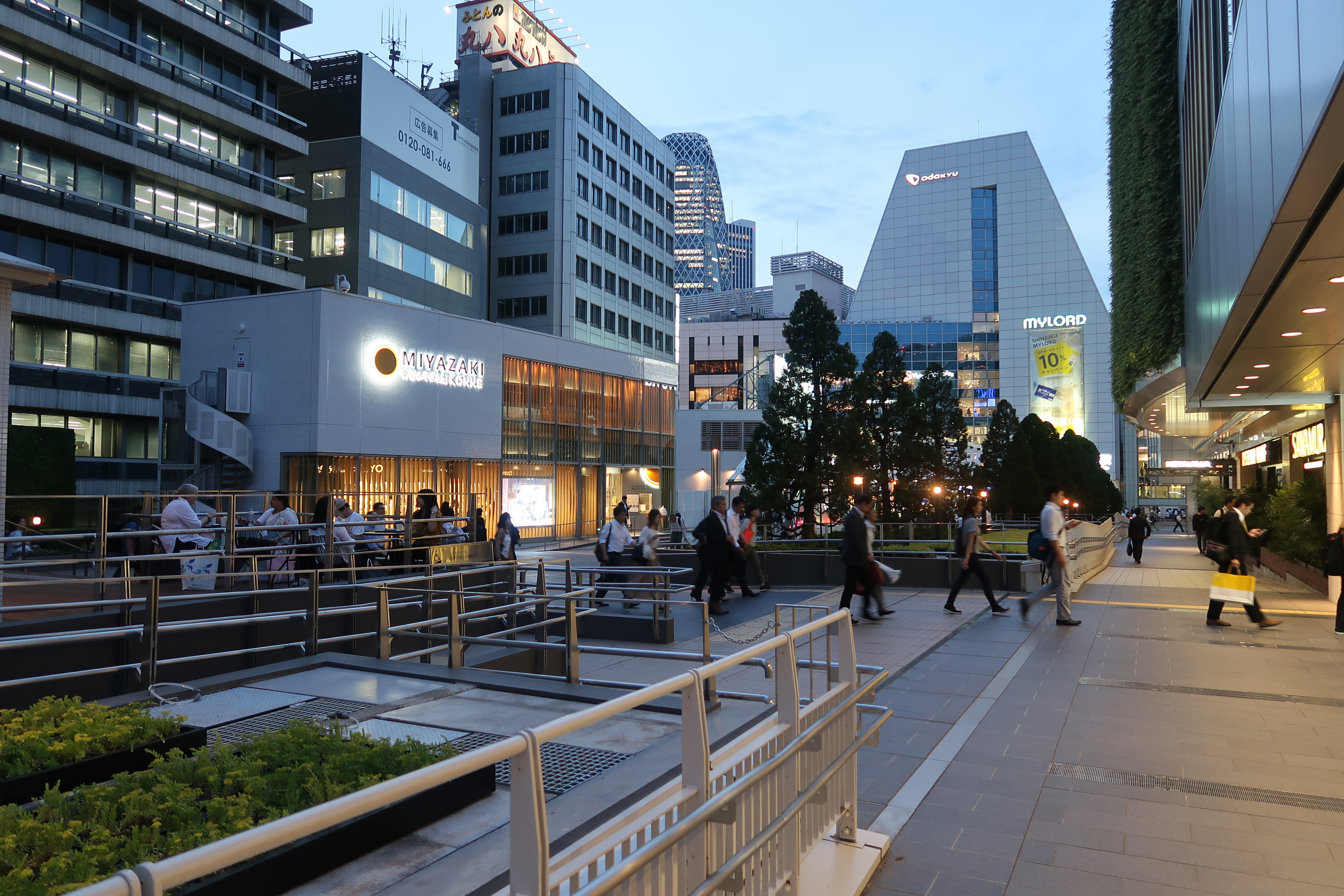
新宿サザンテラス（2018年5月撮影）

新宿サザンテラス（しんじゅくサザンテラス）は、東京都渋谷区代々木二丁目の新宿駅南口に立地する商業地区。小田急SCディベロップメントが管理する。小田急グループの「新宿テラスシティ」の一部である。

## 概説
1998年（平成10年）3月20日にオープン。小田急線の線路上に350mの人工地盤を築き、遊歩道をイメージして店舗を配置した。
新宿駅西口の小田急ハルクから小田急百貨店を経由しミロードと甲州街道を跨いで橋で繋がる、小田急電鉄の開発事業である大通り構想「新宿テラスシティ」の南側ゾーンとしての位置づけである。
2006年4月16日には、東日本旅客鉄道（JR東日本）新宿駅の改札口・サザンテラス口が新設され、甲州街道を横断することなく、JRのホームから直接サザンテラスにアクセスすることが可能となった。2016年に、甲州街道改札に名称変更した。
毎年、クリスマス前後の11月中旬から2月中旬までの冬季には、サザンテラス遊歩道で近隣のタカシマヤタイムズスクエア、JR東日本と共同でイルミネーションライトアップも実施されている。
同所にはTBSテレビが、リモコンによる遠隔操作式のお天気カメラ（情報カメラ）を設置しており、同社制作の番組において新宿駅南口やサザンテラスの風景を見ることができる。なお、TBSテレビと小田急電鉄との契約により、報道番組のニュース映像として使用する以外（気象情報コーナーや、番組内での雑感紹介など）においては「新宿サザンテラス」という名称が必ずテロップ表示されている。
2024年4月1日には甲州街道沿いの施設塔屋上部に裸眼3DCG映像対応の街頭ビジョン「新宿サザンテラスビジョン」を設置、試験放送を経て同月15日より広告映像の営業放映を開始している。

## 路面店舗

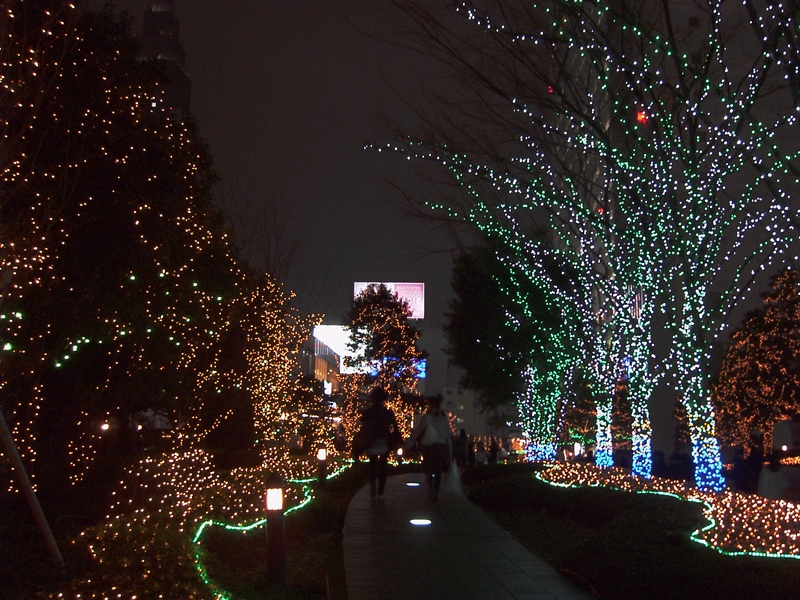
2006年度サザンテラス・遊歩道 期間限定イルミネーション

出店店舗の詳細情報は公式サイト「フロアガイド」を参照。
- 新宿みやざき館KONNE - 宮崎県のアンテナショップ。
- ブール アンジュ（ベーカリー＆カフェ）
- スターバックスコーヒー
- Francfranc DESIGN FOR LIFE（インテリアと生活雑貨）
- プティ デリリウム タップ カフェ（ベルギービールカフェ)
- ペッシェドーロ（イタリアン）
- Eddie Bauer（カジュアルウエア）

### かつての出店店舗
- 広島県の「広島ゆめてらす」（2010年7月末まで営業）
- 北海道物産館「もぐもぐパーク北海道」（2010年11月5日オープン）
- クリスピー・クリーム・ドーナツ - 2006年12月、日本国内第一号店として出店したが、2017年1月3日に閉店した[4]。

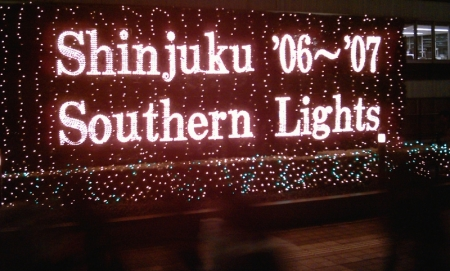
JR新宿ビル前の期間限定イルミネーション（2006年度）
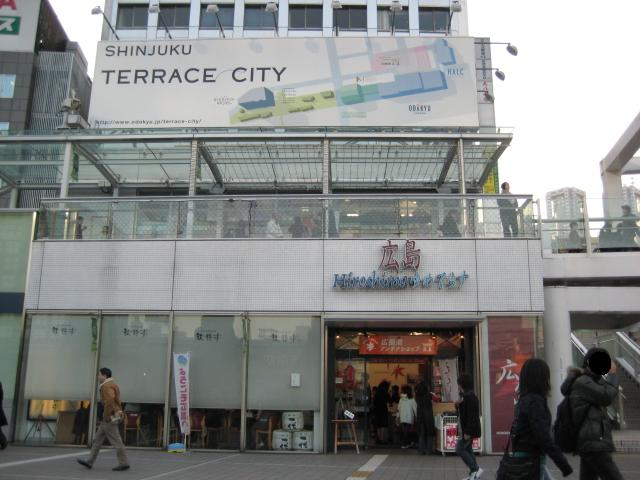
広島ゆめてらす（2010年7月末閉店）
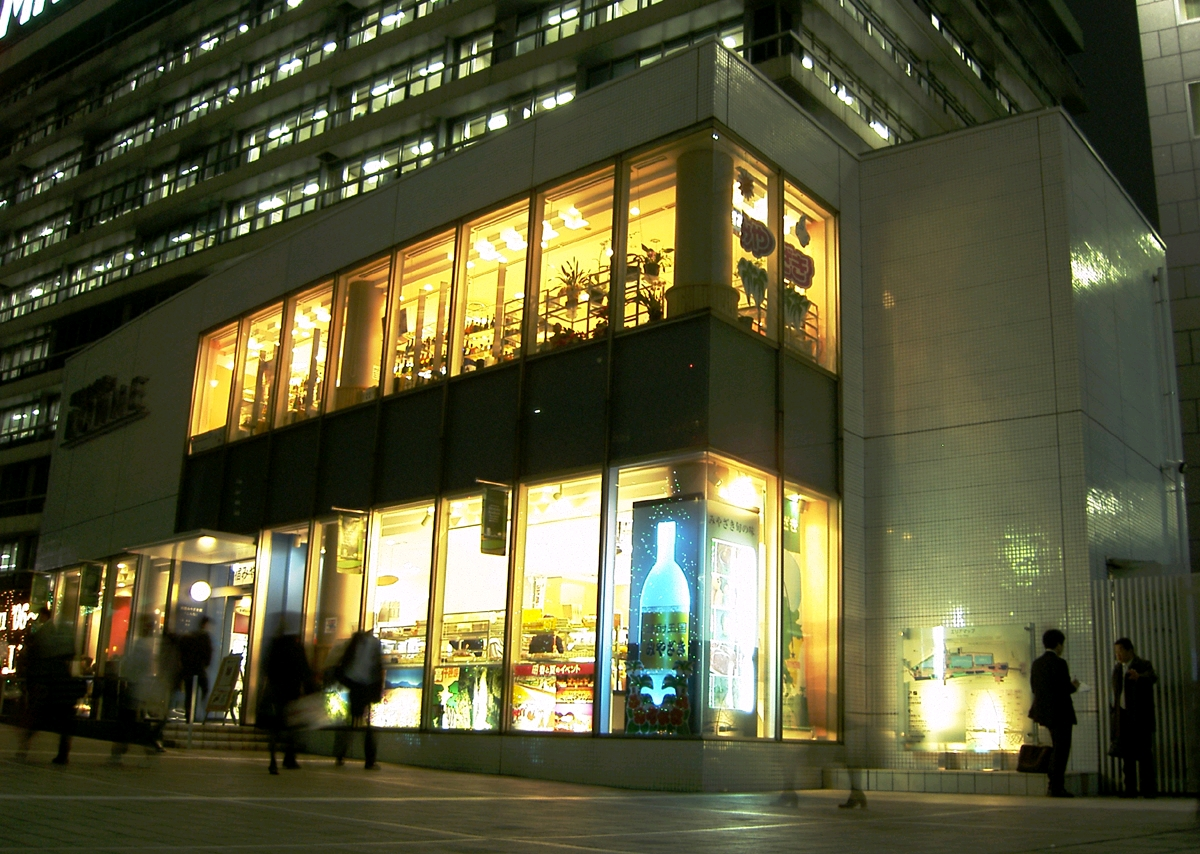
新宿みやざき館KONNE
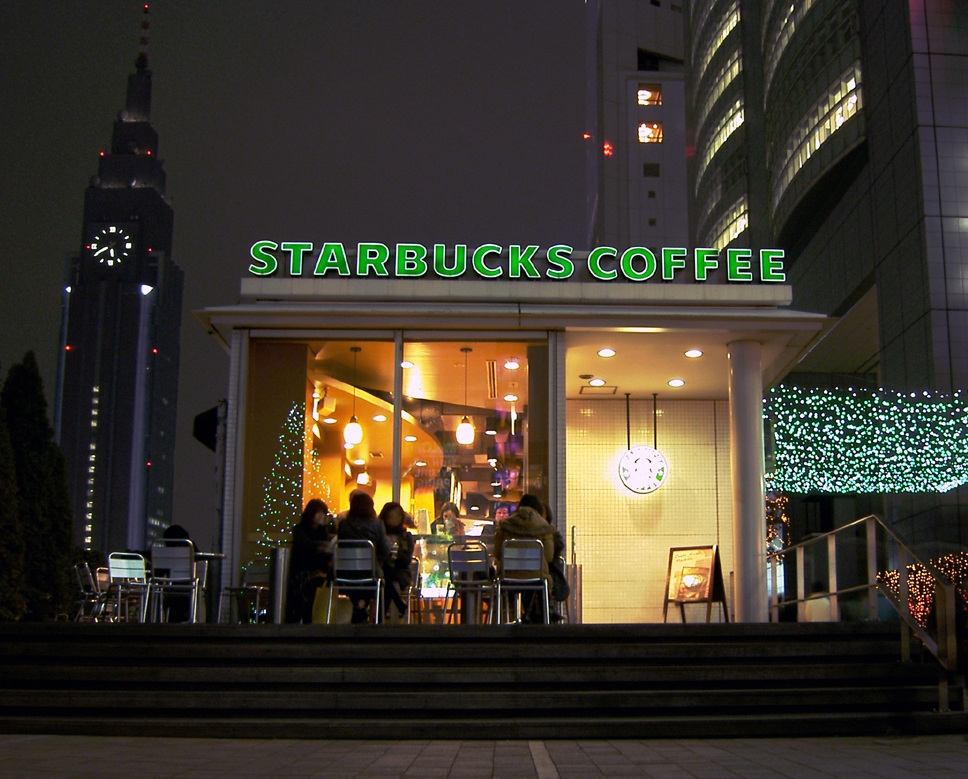
スターバックスコーヒー 新宿サザンテラス店
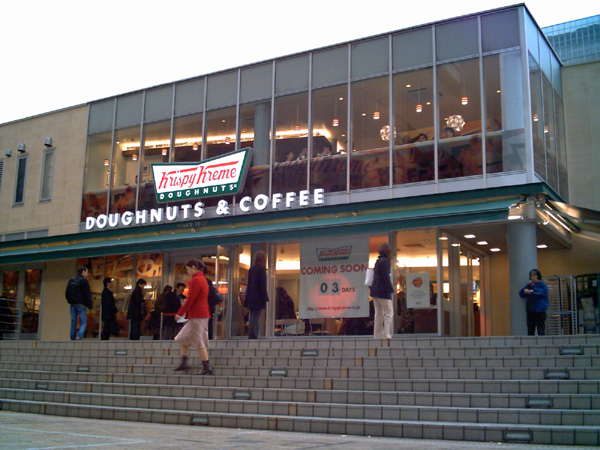
クリスピー・クリーム・ドーナツ 新宿サザンテラス店

## 建物
- JR東日本本社ビル
- 小田急サザンタワー
  - 小田急ホテルセンチュリーサザンタワー（19 - 35階）

## 他施設との接続デッキ
- ミロードデッキ - 甲州街道を横断して、ミロード2階と新宿サザンテラスを接続するデッキ。
- イーストデッキ - JRの線路・ホームを横断して、タカシマヤタイムズスクエアのハンズ前と接続するデッキ。
- ウエストデッキ - JR東日本本社ビルと小田急サザンタワーの間を通り、都道414号線を越えて、新宿マインズタワーと接続するデッキ。
- Suicaのペンギン広場（バスタ新宿南側デッキ） - バスタ新宿・JR新宿駅の2階南側、JR新宿駅新南改札前に設けられたデッキ。